# Eleuterio Soto
El teniente coronel Eleuterio Soto fue un militar mexicano de idealismo villista que participó en la Revolución mexicana desde el 20 de noviembre de 1910, integrado en las fuerzas de Cástulo Herrera. Fue compañero de Francisco Villa, quien le nombró teniente coronel y segundo jefe de sus fuerzas. Murió en combate en Tecolote, el 28 de noviembre de 1910.